# Norbert Verswijver
Norbert Verswijver (1948 – Gent, 11 april 2021), bijgenaamd Bonnenman, was een Belgische zelfverklaarde activist die zo voordelig mogelijk grote hoeveelheden goederen aankocht bij kortingen en promoties. Hij schonk de goederen aan goede doelen. Hij noemde zichzelf de Robin Hood van de food en de non-food.
In 2016 werd Verswijver aangehouden na een poging om de aandacht te krijgen van het gerecht omdat hij al drie jaar aan het proberen was zijn Filipijnse vrouw naar België te halen. Hij stierf op 73-jarige leeftijd in het Forensisch Psychiatrisch Centrum in Gent.
Hij vertelde over zijn acties op Studio Brussel en bij Phara op Eén.

## Bekende acties
Zijn bekendste acties zijn:
- 2006 - aankoop van drie paletten Zwan-worstjes ter waarde van ongeveer € 5500 met gratis 4820 kartons (25.000 blikjes) Maes Pils (bij Makro). De aankoopprijs van de worsten werd terugbetaald via een Makro-tombola. Bij aankoop van twee blikken (t.w.v. € 3), kreeg je één karton bier (t.w.v. bijna € 16). Hij bestelde nog eens 4000 blikken, zodat het totaal op meer dan € 7000 aan worsten en 103.680 blikjes bier kwam. Die extra bestelling en het bijbehorende bier konden niet geleverd worden. Omdat Verswijver in totaal al aan aankopen en extra's van meer dan € 80.000 zat, kon hij onderhandelen dat hij toch de volledige aankoopprijs van de worsten (meer dan € 7000) kon terugbetaald krijgen via de tombola, maar dat enkel de eerste paletten en kartons bier werden geleverd,[4][5]
- 2007 - aankoop van 6811 diepvriesproducten (130 stuks vispannetje met garnaal, 1000 stuks gehakte spinazie, 5002 stuks gehakte kervel, 130 stuks vispannetje met groenten, 20 stuks gepaneerde vis met kaas en 29 stuks gepaneerde vis met broccoli) ter waarde van € 6018,55 met bonnen en € 0,05 (bij Match Merksem),[6][7][5]
- 2007 - aankoop van elektronica ter waarde van € 48.511 met bonnen en € 0,60 (bij Blokker Antwerpen)[8] (niet gelukt),[2]
- 2008 - aankoop van 1700 paar schoenen ter waarde van € 60.000 met 51 bonnen en € 1 (bij Berca Merksem),[7][9]
- 2010 - aankoop van 500 autoradio's met bonnen en € 500 (€ 1 per radio) (bij MediaMarkt Antwerpen),[10][11]
- 2011 - aankoop van 1600 m2 parket ter waarde van € 200.000 met 122 bonnen en € 25 (bij Home Market Schoten),[12][13]
- 2014 - aankoop van tuinmeubelen ter waarde van € 1.000.000 met 207 bonnen (bij Blokker Wijnegem)[14][15] (niet gelukt),[1]
- 2014 - poging om 10.000 gereedschapskoffers met materiaal gratis te krijgen (bij Brico Merksem).[16]